# 奥陶狼蛛
奥陶狼蛛（学名：Lycosa ordosa）为狼蛛科狼蛛属的动物。在中国大陆，分布于山西等地。